# Anepsiozomus sobrinus
Anepsiozomus sobrinus är en spindeldjursart som beskrevs av Harvey 200. Anepsiozomus sobrinus ingår i släktet Anepsiozomus och familjen Hubbardiidae. Inga underarter finns listade i Catalogue of Life.